# Spercheo
Lo Spercheo (in greco antico: Σπερχειός?, Spercheiòs, in latino Spercheus) è un fiume del sud della Tessaglia, che sorge sul monte Tymfristos e sfocia nel golfo Maliaco, a 13 km da Lamia.

## Descrizione

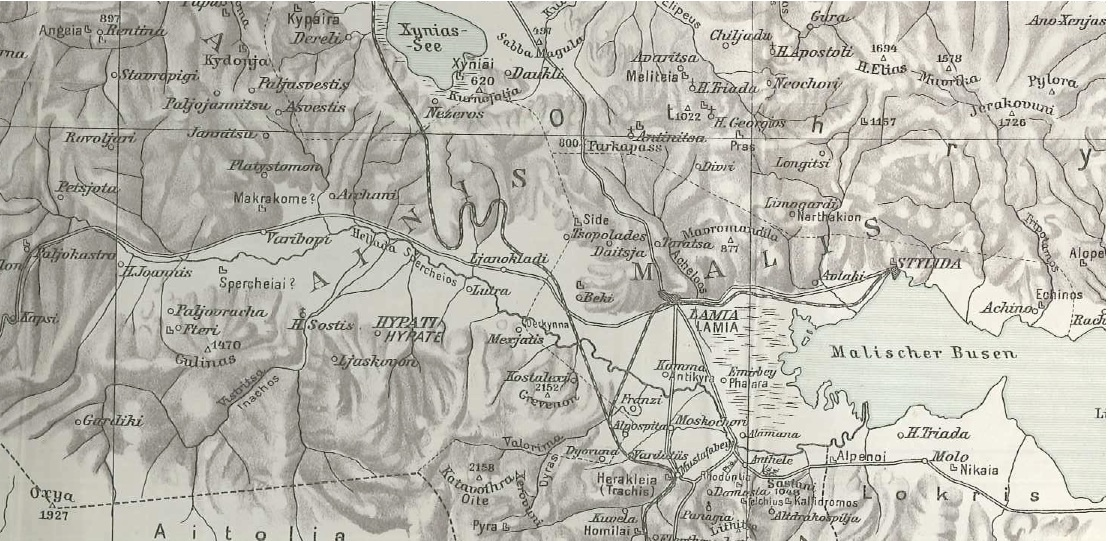
Una mappa della valle dello Spercheo.

Il fiume nasce al confine con l'Euritania e scorre attraverso il villaggio di Agios Georgios Tymfristou, dove entra in una vasta piana. Passa vicino ai paesi di Makrakomi e Leianokladi, a sud della capitale della Focide, Lamia. Dopo ciò scorre in un'area anticamente paludosa, ma ora bonificata per l'agricoltura, e infine sfocia nel mar Egeo.
I Diropi e gli Eniani ne abitavano anticamente il corso superiore, mentre quello inferiore scorreva verso il mare nella piana Maliaca. Un tempo il fiume si gettava nel mare ad Anticira, mentre i fiumi Dira, Melas e Asopo sfociavano separatamente a sud dello Spercheo.
Il fiume, però, ha cambiato il suo corso, ed ora sfocia molto più a sud di una volta, a un chilometro e mezzo circa dalle Termopili. Il Dira e il Melas ora sono affluenti dello Spercheo, come anche l'Asopo.

## Mitologia
Lo Spercheo è celebrato nella mitologia come un dio fluviale (Potamos) ed è menzionato in relazione ad Achille. Nell'Iliade, infatti, si afferma che Achille aveva consacrato la propria bionda chioma per offrirla in dono al fiume, una volta tornato in patria, proprio affinché il fiume lo favorisse e rendesse possibile tale ritorno; egli però la reciderà in onore dell'amato Patroclo, appena caduto in battaglia, in quanto ben conscio del fatto che mai più tornerà in patria: il dio-fiume non aveva dato seguito alla sua preghiera. Nella traduzione di Vincenzo Monti questo passo è collocato ai versi 184-199 del XXIII canto e risulta: